# Pinko
Pinko — итальянская компания, основанная в начале 1980-х Пьетро Негра и его женой Кристиной Рубини, производитель модной одежды, аксессуаров и обуви По состоянию на 2016 год сеть компании насчитывает более 500 торговых точек по всему миру.

Модельеры коллекций для Pinko — Марк Фаст, Алессандра Факкинетти и Марина Спадафор. Дочери Пьетро Негра и Кристины Рубини, Сесилия и Катерина, также работают в компании.